# Án yêu thư lần thứ nhất
Án yêu thư lần thứ nhất (chữ Hán: 第一次妖書案, Hán Việt: Đệ nhất thứ yêu thư án), là một vụ án xảy ra dưới thời Minh Thần Tông Vạn Lịch đế, liên quan đến nhiều diễn biến chính trị đương thời như Đông Lâm đảng tranh và Cuộc chiến tranh giành quốc bổn.

## Sự kiện
Minh Thần Tông Vạn Lịch đế khi tuổi còn nhỏ từng sủng hạnh một người cung nữ họ Vương; sau đó người ấy có mang và sinh ra hoàng trưởng tử Chu Thường Lạc. Dưới sức ép của hoàng thái hậu, Vạn Lịch buộc phải tấn phong Vương thị làm Cung phi và công nhận đứa bé ấy là con của mình; tuy nhiên luôn đem lòng ghét bỏ. Về sau chính cung Vương hoàng hậu vô tử, sủng thiếp là Trịnh quý phi sinh được Hoàng tam tử Chu Thường Tuân. Vạn Lịch rất thương yêu Thường Tuân, có ý bỏ con trưởng, lập con ấu. Tuy nhiên y theo Hoàng Minh tổ huấn, nếu không có đích tử thì phải lập trưởng tử, vì thế quần thần đều yêu cầu lập hoàng tử Thường Lạc lên ngôi Đông cung. Vì việc này mà quân - thần hai bên tranh nghị với nhau suốt hơn 10 năm, không ai chịu nhường ai.
Năm đó quan Thị lang bộ Hình Lã Khôn soạn cuốn "Khuê phạm đồ thuyết", Bỉnh bút Tư lễ giám thái giám Trần Vạn Hóa đem cuốn sách ấy đưa vào trong nội cung, Vạn Lịch đem ban cho Trịnh quý phi. Trịnh quý phi bèn sai người bổ sung hành trạng của hơn 10 vị hậu phi cổ kim vào trong "Khuê phạm đồ thuyết". Cấp sự trung khoa Lại Sĩ Hành biết được việc ấy, dâng sớ đàn hặc Lã Khôn âm kết với Trịnh phi, nhưng Vạn Lịch không nghe.
Năm Vạn Lịch 26 (1598), có người dùng bí danh là "Yến Sơn Chu Đông Cát" (ngụ ý: Nhà họ Chu ở Bắc Kinh, Đông cung gặp được điều cát lợi) viết phần hậu kí của "Khuê phạm đồ thuyết" nói ra ý đồ của Trịnh phi muốn đoạt ngôi hoàng trữ cho con trai, chỉ trích Lã Khôn; rồi lại nói Khôn với Trịnh Thừa Ân, Trương Dưỡng Mông, Ngụy Doãn Trinh là kẻ đồng đảng với quý phi. Lã Khôn bực bội, bèn xin treo ấn về quê dưỡng lại. Các quan ủng hộ quý phi nghi là Cấp sự trung khoa Lại Đái Sĩ Hành và tri huyện Toàn Tiêu Phàn Ngọc Hành là kẻ viết ra cuốn sách ấy. Vạn Lịch giận, đày Sĩ Hành ra châu Liêm, Ngọc Hành ra châu Lôi.
Ngự sử Triệu Chi Hàn lại dâng sớ giải thích lí lẽ, nói chủ mưu đằng sau là Đại học sĩ Trương Vị. Hoàng đế bãi chức Trương Vị, cùng thân cận của ông ta là Thị lang bộ Lễ Lưu Sở Tiên, Hữu đô ngự sử Từ Tác, Tế tửu Quốc tử giám Lưu Ứng Thu, Cấp sự trung Dương Đình Lan, Chủ sự bộ Lễ Vạn Kiến Côn... đều đuổi khỏi kinh thành. Sử gọi đây là Án yêu thư lần thứ nhất.
Năm năm sau sự kiện này, năm 1603, lại phát sinh Án yêu thư lần thứ hai, có người viết "Tục ưu nguy hoành nghị", chỉ trích Đại thần Nội các Thẩm Nhất Quán cùng Chu Canh. Thẩm Nhất Quán, Tiêu Đại Hanh thừa cơ giá họa cho người của đảng Đông Lâm là Quách Chánh Vực, Thẩm Lý... Về sau thái tử Thường Lạc ra mặt bảo vệ Đông Lâm, đem hết tội lỗi quy cho một mình Kiểu Sanh Quang; khiến ông ta bị xử lăng trì.